# Hippopus porcellanus
Hippopus porcellanus é uma espécie de bivalve da família Tridacnidae.
Pode ser encontrada nos seguintes países: Indonésia, Palau e as Filipinas.